# Antonio Caldara
Antonio Caldara (Venècia, 1670 – Viena, 28 de desembre de 1736) fou un compositor italià, especialment conegut per les seves òperes i oratoris. Va ser un dels autors més prolífics d'aquesta generació tan inusualment productiva. Caldara va ocupar importants càrrecs a Màntua, Roma i Viena, en un moment en el qual la música vocal italiana estava experimentant un procés de ràpida evolució.
Procedent d'una família de músics, el seu primer mestre fou el seu pare, Giuseppe, que era violinista. A partir dels onze anys, va estudiar sota la direcció de Giovanni Legrenzi a l'escola de la basílica de Sant Marc de Venècia⁣, on va exercir com a violoncel·lista a partir de 1693.
El 1699 és contractat pel duc de Màntua com a mestre de capella. Durant els anys següents fa nombrosos viatges dins d'Itàlia i a l'estranger. El 1708 coincideix a Roma amb Alessandro Scarlatti, Arcangelo Corelli i Georg Friedrich Händel, que en aquells anys es troba fent un dels seus viatges per Itàlia. El 1708 també és contractat finalment per l'Arxiduc Carles i, amb la seva cort, es trasllada a Barcelona, on compon diverses òperes i hi fa representar les primeres òperes italianes de la península Ibèrica. La seva òpera Il più bel nome nei festeggiarsi il Nome Felicissimo di Sua Maesta Cattolica Elisabetha Christina Regina delle Spagne es representa a la Llotja de Mar l'agost de 1708, per celebrar el casament de l'arxiduc amb Elisabet Cristina de Brunsvic-Wolfenbüttel.
Podria ser que Caldara fos alhora l'autor de l'òpera Imeneo, que es va representar, també a Barcelona, per la Mare de Déu d'Agost del mateix any, així com que fos a Barcelona on va
compondre les obres que d'ell s'hi van representar l'any següent: Il nome più glorioso i el segon acte d'Atenaide.
El 1709 torna a Itàlia i a Roma el príncep Ruspoli el contracta com a mestre de capella. Malgrat tot, els seus contactes anteriors amb la dinastia dels Habsburg el duen a establir-se definitivament a Àustria: a partir de 1716 tindrà el càrrec de segon mestre de capella a la cort imperial de Viena, sota la direcció de Johann Joseph Fux, moment a partir del qual va dedicar-se en cos i ànima a proveir de música la cort vienesa fins al moment de la seva mort el 28 de desembre de 1736.
La seva producció és enorme (més de 3.000 obres) en tots els àmbits i formes musicals: música religiosa (misses, cantates, motets, 32 oratoris), instrumental i lírica (87 òperes, nombrosos madrigals). L'obra de Caldara tingué influència en l'escola de Mannheim, així com en Haydn i Mozart.